# 圣方济各受五伤圣痕 (阿西西)
《圣方济各受五伤圣痕》（San Francesco riceve le stimmate）是乔托的一幅湿壁画，位于亚西西的圣方济各上层圣殿内，是《圣方济各生平组画》二十八幅中的第十九幅，绘制于1295-1299年，其尺寸为230 x 270厘米。
画作描绘圣方济各在拉维纳山上，天主听其祷告，天使向他发出五道光线，给他的手、足与肋旁印上五处标记基督苦难的圣痕。